# كوفيا زرقاء
كوفيا زرقاء (الاسم العلمي: Cuphea cyanea) هي نوع نباتي يتبع جنس الكوفيا من فصيلة الخثرية.